# Luis Aseff
Luis Ignacio Aseff (San Nicolás de los Arroyos, Provincia de Buenos Aires, Argentina; 22 de septiembre de 1983) es un exfutbolista argentino. Jugaba como arquero y su primer equipo fue Unión de Santa Fe. Su último club antes de retirarse fue General Rojo.
Actualmente se dedica a la representación de jugadores y tiene un rol activo en el rubro gastronómico en su ciudad natal (San Nicolás de los Arroyos).

## Trayectoria
Luis Aseff se inició futbolísticamente en las inferiores de Platense para luego sumarse a las divisiones formativas de Unión de Santa Fe. En 2004 fue promovido al plantel profesional para ser el tercer arquero detrás de Nereo Fernández y Emanuel Trípodi; sin embargo debió esperar hasta 2005 para hacer su debut: el 26 de noviembre de ese año fue titular en la derrota de Unión 3-1 ante Godoy Cruz de Mendoza.
Durante varios torneos estuvo relegado en la consideración de los entrenadores de turno, ya que  estos preferían traer refuerzos en ese puesto (por el arco de Unión desfilaron Nicolás Tauber, Enzo Noce, Leandro Evangelisti, Michael Etulain y el propio Nereo Fernández, que regresó al club). Recién en el Clausura 2007 comenzó a tener más continuidad debido a una lesión que sacó a Nereo de las canchas por varios partidos, aunque una vez recuperado el titular regresó a su puesto y Aseff volvió al banco de suplentes.
De cara a la temporada 2007/08 Nereo Fernández fue cedido a Gimnasia y Esgrima de Jujuy y el entrenador Carlos Trullet apostó por Aseff para que se consolide en el arco santafesino: el Turco respondió de manera satisfactoria y, aún con la llegada de Claudio Gugnali a la dirección técnica, se mantuvo como titular en un equipo que disputó la promoción justamente ante los jujeños buscando volver a Primera tras cinco años; lamentablemente para él, un error suyo en el partido de ida condicionó la serie y el sueño del ascenso quedó trunco.
A partir de allí su situación cambió drásticamente: si bien el nuevo entrenador Fernando Quiroz lo ratificó como titular, luego de la primera fecha decidió sacarlo para poner a Luis Ojeda, la gran promesa surgida de las divisiones inferiores y que venía con participación en los seleccionados juveniles. Todo esto, sumado a ciertos roces con la dirigencia por el tema contractual, hicieron que a finales de 2008 rescindiera su vínculo con el club y quedara en libertad de acción. Ya con el pase en su poder, arregló su vinculación con Aldosivi de Mar del Plata, donde sólo estuvo un semestre.
A mediados de 2009 se incorporó a Sportivo Belgrano, equipo recientemente ascendido al Torneo Argentino A y en el que se mantuvo durante una temporada y media. En 2011 tiene su primera experiencia en el extranjero al fichar en Naval de la Primera B de Chile, con el propósito de llevar a su nuevo equipo a la Primera División, objetivo no logrado luego de disputar la liguilla de promoción ante Santiago Wanderers, aunque se destacó como uno de los mejores porteros de la categoría.
A mediados de 2016 llega a Rangers de Talca donde, a pesar de un desalentador comienzo en Copa Chile recibiendo seis goles en los primeros dos partidos, lograría ser uno de los destacados del equipo durante aquel campeonato en el que no se lograría ascender. 

## Clubes
| Club                      | País       | Año       |
| ------------------------- | ---------- | --------- |
| Unión de Santa Fe         | Argentina  | 2004-2008 |
| Aldosivi de Mar del Plata | Argentina  | 2009      |
| Sportivo Belgrano         | Argentina  | 2009-2010 |
| Naval                     | Chile      | 2011-2014 |
| Santiago Morning          | Chile      | 2014-2015 |
| Unión San Felipe          | Chile      | 2015-2016 |
| Rangers                   | Chile      | 2016-2017 |
| Municipal Pérez Zeledón   | Costa Rica | 2017      |
| Regatas San Nicolás       | Argentina  | 2018      |
| General Rojo              | Argentina  | 2019      |

### Estadísticas
- Actualizado al final de su carrera deportiva

| Club                        | Div.                | Temporada           | Liga | Liga | Copa Nacional | Copa Nacional | Copa Internacional | Copa Internacional | Total | Total |
| Club                        | Div.                | Temporada           | PJ   | G    | PJ            | G             | PJ                 | G                  | PJ    | G     |
| --------------------------- | ------------------- | ------------------- | ---- | ---- | ------------- | ------------- | ------------------ | ------------------ | ----- | ----- |
| Unión Argentina             |                     |                     |      |      |               |               |                    |                    |       |       |
| 2.ª                         | 2005/06             | 3                   | 0    | -    | -             | -             | -                  | 3                  | 0     |       |
| 2.ª                         | 2006/07             | 10                  | 0    | -    | -             | -             | -                  | 10                 | 0     |       |
| 2.ª                         | 2007/08             | 40                  | 0    | -    | -             | -             | -                  | 40                 | 0     |       |
| 2.ª                         | 2008/09             | 5                   | 0    | -    | -             | -             | -                  | 5                  | 0     |       |
| Total                       | Total               | 58                  | 0    | -    | -             | -             | -                  | 58                 | 0     |       |
| Aldosivi Argentina          |                     |                     |      |      |               |               |                    |                    |       |       |
| 2.ª                         | 2008/09             | 2                   | 0    | -    | -             | -             | -                  | 2                  | 0     |       |
| Total                       | Total               | 2                   | 0    | -    | -             | -             | -                  | 2                  | 0     |       |
| Sportivo Belgrano Argentina |                     |                     |      |      |               |               |                    |                    |       |       |
| 3.ª                         | 2009/10             | ?                   | 0    | -    | -             | -             | -                  | ?                  | 0     |       |
| 3.ª                         | 2010/11             | ?                   | 0    | -    | -             | -             | -                  | ?                  | 0     |       |
| Total                       | Total               | 27                  | 0    | -    | -             | -             | -                  | 27                 | 0     |       |
| Naval · Chile               |                     |                     |      |      |               |               |                    |                    |       |       |
| 2.ª                         | 2011                | 29                  | 0    | 1    | 0             | -             | -                  | 30                 | 0     |       |
| 2.ª                         | 2012                | 38                  | 0    | -    | -             | -             | -                  | 38                 | 0     |       |
| 2.ª                         | 2013                | 12                  | 0    | -    | -             | -             | -                  | 12                 | 0     |       |
| 2.ª                         | 2013/14             | 31                  | 0    | 6    | 0             | -             | -                  | 37                 | 0     |       |
| Total                       | Total               | 110                 | 0    | 7    | 0             | -             | -                  | 117                | 0     |       |
| Santiago Morning · Chile    |                     |                     |      |      |               |               |                    |                    |       |       |
| 2.ª                         | 2014/15             | 26                  | 0    | -    | -             | -             | -                  | 26                 | 0     |       |
| Total                       | Total               | 26                  | 0    | -    | -             | -             | -                  | 26                 | 0     |       |
| Unión San Felipe · Chile    |                     |                     |      |      |               |               |                    |                    |       |       |
| 2.ª                         | 2015/16             | 30                  | 0    | 1    | 0             | -             | -                  | 31                 | 0     |       |
| Total                       | Total               | 30                  | 0    | 1    | 0             | -             | -                  | 31                 | 0     |       |
| Rangers · Chile             |                     |                     |      |      |               |               |                    |                    |       |       |
| 2.ª                         | 2016/17             | 28                  | 0    | 2    | 0             | -             | -                  | 30                 | 0     |       |
| Total                       | Total               | 28                  | 0    | 2    | 0             | -             | -                  | 30                 | 0     |       |
| Pérez Zeledón · Costa Rica  |                     |                     |      |      |               |               |                    |                    |       |       |
| 1.ª                         | 2017                | 6                   | 0    | -    | -             | -             | -                  | 6                  | 0     |       |
| Total                       | Total               | 6                   | 0    | -    | -             | -             | -                  | 6                  | 0     |       |
| General Rojo Argentina      |                     |                     |      |      |               |               |                    |                    |       |       |
| 4.ª                         | 2019                | 12                  | 0    | -    | -             | -             | -                  | 12                 | 0     |       |
| Total                       | Total               | 12                  | 0    | -    | -             | -             | -                  | 12                 | 0     |       |
| Total en su carrera         | Total en su carrera | Total en su carrera | 299  | 0    | 10            | 0             | -                  | -                  | 309   | 0     |

## Palmarés
| Título          | Club                    | País       | Año  |
| --------------- | ----------------------- | ---------- | ---- |
| Torneo Apertura | Municipal Pérez Zeledón | Costa Rica | 2017 |